# Кастелліна-ін-К'янті
Кастелліна-ін-К'янті (італ. Castellina in Chianti) — муніципалітет в Італії, у регіоні Тоскана,  провінція Сієна.
Кастелліна-ін-К'янті розташована на відстані близько 210 км на північний захід від Рима, 36 км на південь від Флоренції, 16 км на північ від Сієни.
Населення — 2899 осіб (2014).

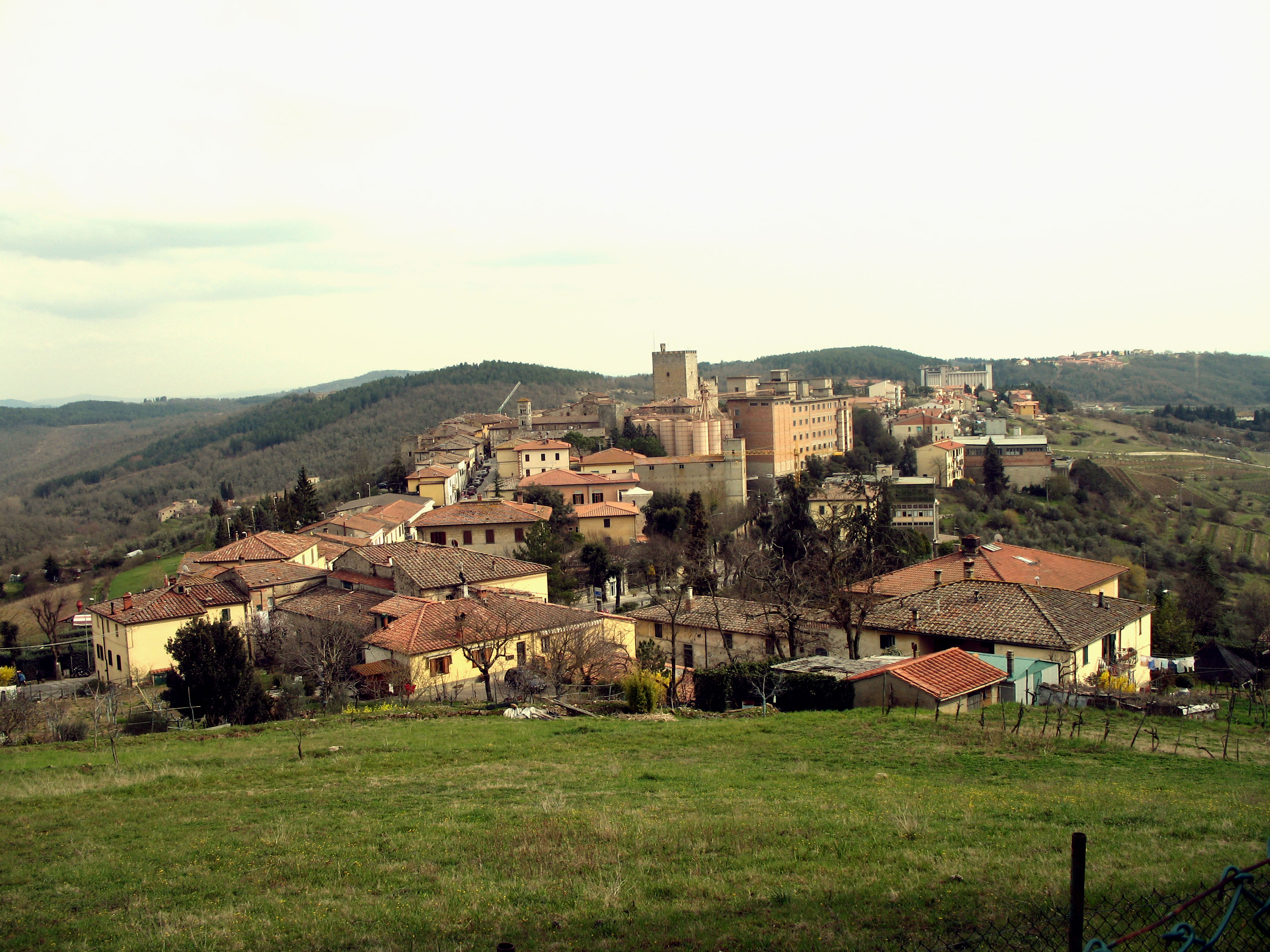

Щорічний фестиваль відбувається 18 вересня. Покровитель — San Fausto.

## Демографія
Населення за роками:

Станом на 1 січня 2023 року в муніципалітеті офіційно проживав 421 іноземець з 51 країни, серед них 129 громадян країн Євросоюзу та 24 громадяни України.

## Сусідні муніципалітети
- Барберино-Валь-д'Ельса
- Кастельнуово-Берарденга
- Греве-ін-К'янті
- Монтериджоні
- Поджібонсі
- Радда-ін-К'янті
- Таварнелле-Валь-ді-Пеза